# Audibertia
Audibertia (Salvia subgen. Audibertia) je malý, ale morfologicky i zeměpisně vyhraněný a ekologicky významný podrod z rozsáhlého rodu šalvěj (Salvia). Zahrnuje 19 druhů rozšířených výhradně na jihozápadě Severní Ameriky, v oblastech s mediteránním a aridním klimatem. Řada z nich patří k oblíbeným léčivým, aromatickým a okrasným rostlinám, které lákají množství hmyzích a ptačích opylovačů. Šalvěj kalifornská (Salvia columbariae) je zdrojem chia semínek.

## Popis

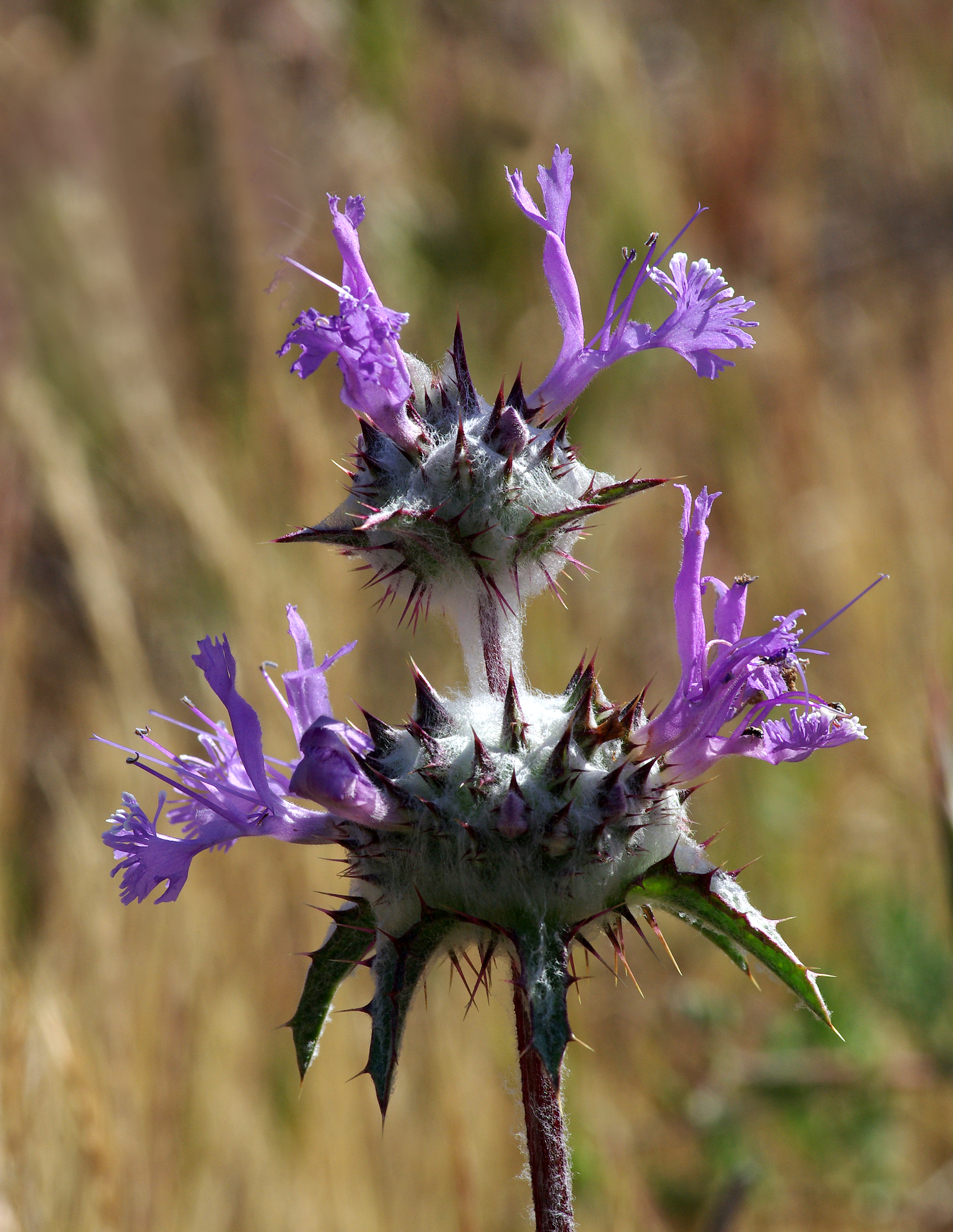
Trnité listeny šalvěje bodlákové (Salvia carduacea)

Zástupci tohoto podrodu jsou až na výjimky dřevnaté polokeře a keře, vesměs velmi silně aromatické. Zvláštností sekce Echinosphace jsou listy a listeny zakončené ostře pichlavými hroty a pavučinatě chlupaté kalichy. V květech není vyvinut pákový mechanismus tyčinek, typický pro většinu šalvějí; u sekce Audibertia jalový pár staminodií dokonce zcela chybí. Plodné tyčinky obvykle vyčnívají daleko z korunní trubky.

## Rozšíření a ekologie
Těžiště areálu tohoto podrodu je v Madreanské květenné oblasti. Jeho zástupci se vyskytují na jihozápadě severoamerického kontinentu, s malými přesahy na sever (Oregon) a severovýchod (Idaho). Největší počet druhů roste v Kalifornii, kde mnohé z nich patří k zásadním porostotvorným prvkům vegetačních formací nízkých pobřežních křovin a chaparralu. Druhy adaptované na aridní klima rostou v pustinách Velké pánve, v Mohavské a Sonorské poušti a přilehlých oblastech USA a Mexika.

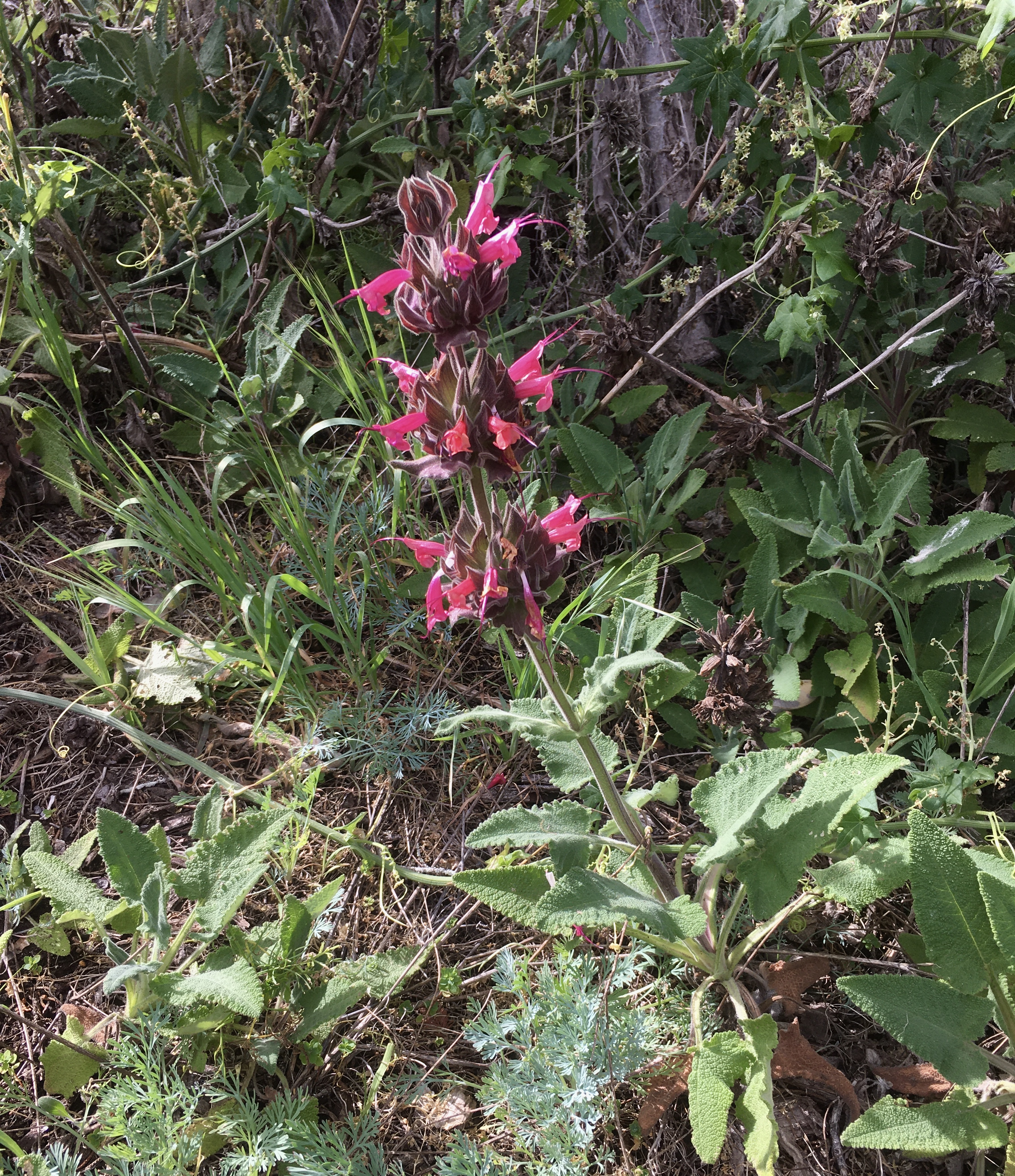
Salvia spathacea

## Systematika a evoluce
Popisovaní zástupci byli  původně řazeni do samostatného rodu Audibertia (Bentham 1833), který však byl popsán neplatně, v rozporu s principem priority botanického kódu; v případě, že by byl taxon pojímán jako samostatný rod (což bylo navrhováno například při fylogenetických revizích šalvějí počátkem 21. století), měl by nést jméno Ramona. Do rodu šalvěj byla tato skupina vřazena Carlem Eplingem roku 1938; zde pak v různých systémech zaujímal status sekce, případně byl dělen do sekcí dvou (Audibertia a Echinosphace).
Molekulární výzkumy prokázaly monofyletičnost celé skupiny i jejích dvou sekcí. Sesterskou větví je převážně neotropický podrod Calosphace. K jejímu vzniku došlo pravděpodobně v pozdním miocénu po disperzní výsadku původem asijského předchůdce na pacifickém pobřeží Ameriky; speciace obou skupin pak probíhala od přelomu miocénu a pliocénu až po starší čtvrtohory.

## Zástupci
Sekce Echinosphace

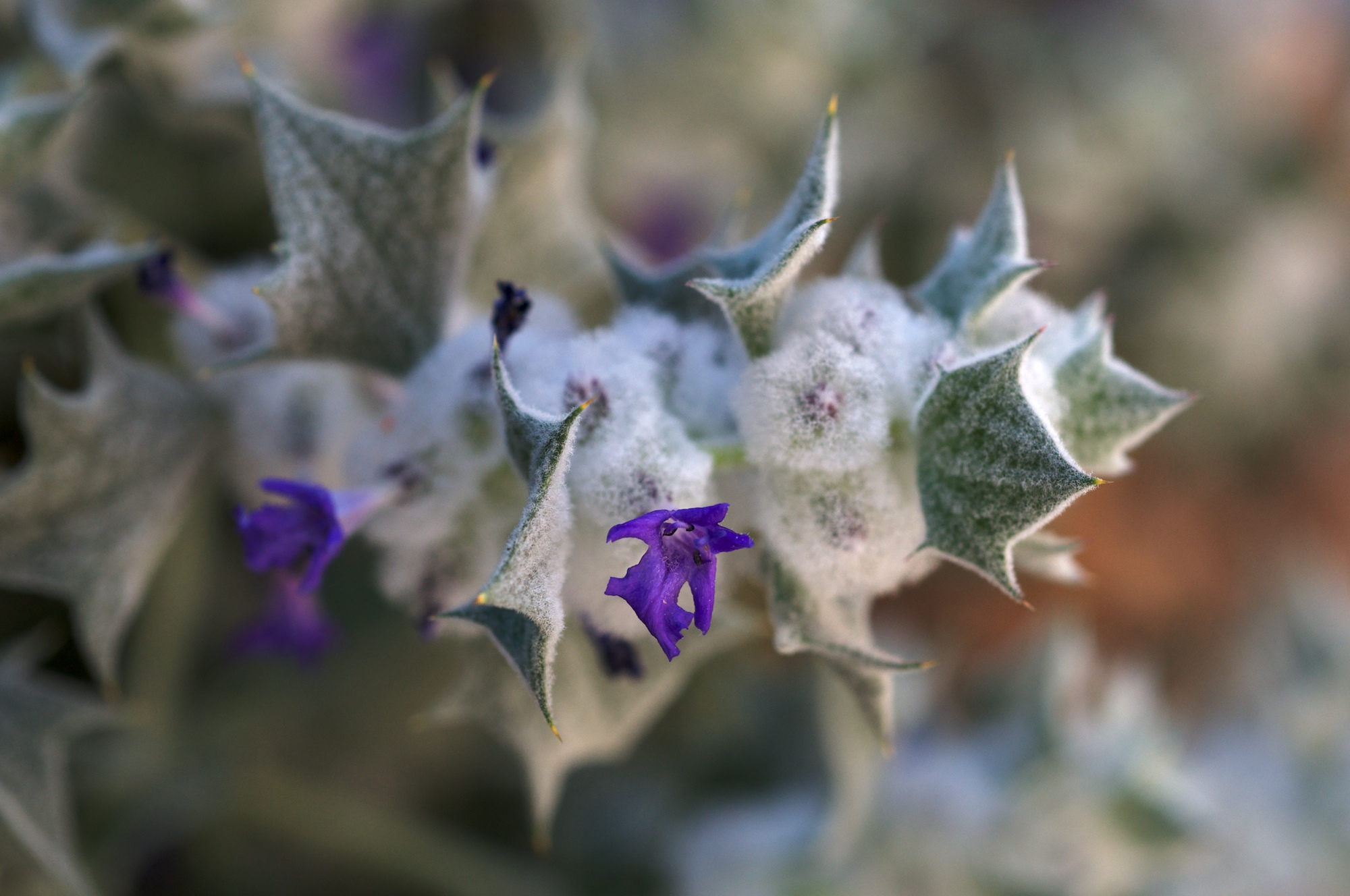
Salvia funerea

Vývojově původnější. Trnité listy a listeny, převážně aridní oblasti Mohavské a Sonorské pouště.
- Salvia carduacea
- Salvia californica
- Salvia funerea
- Salvia greateae

Sekce Audibertia

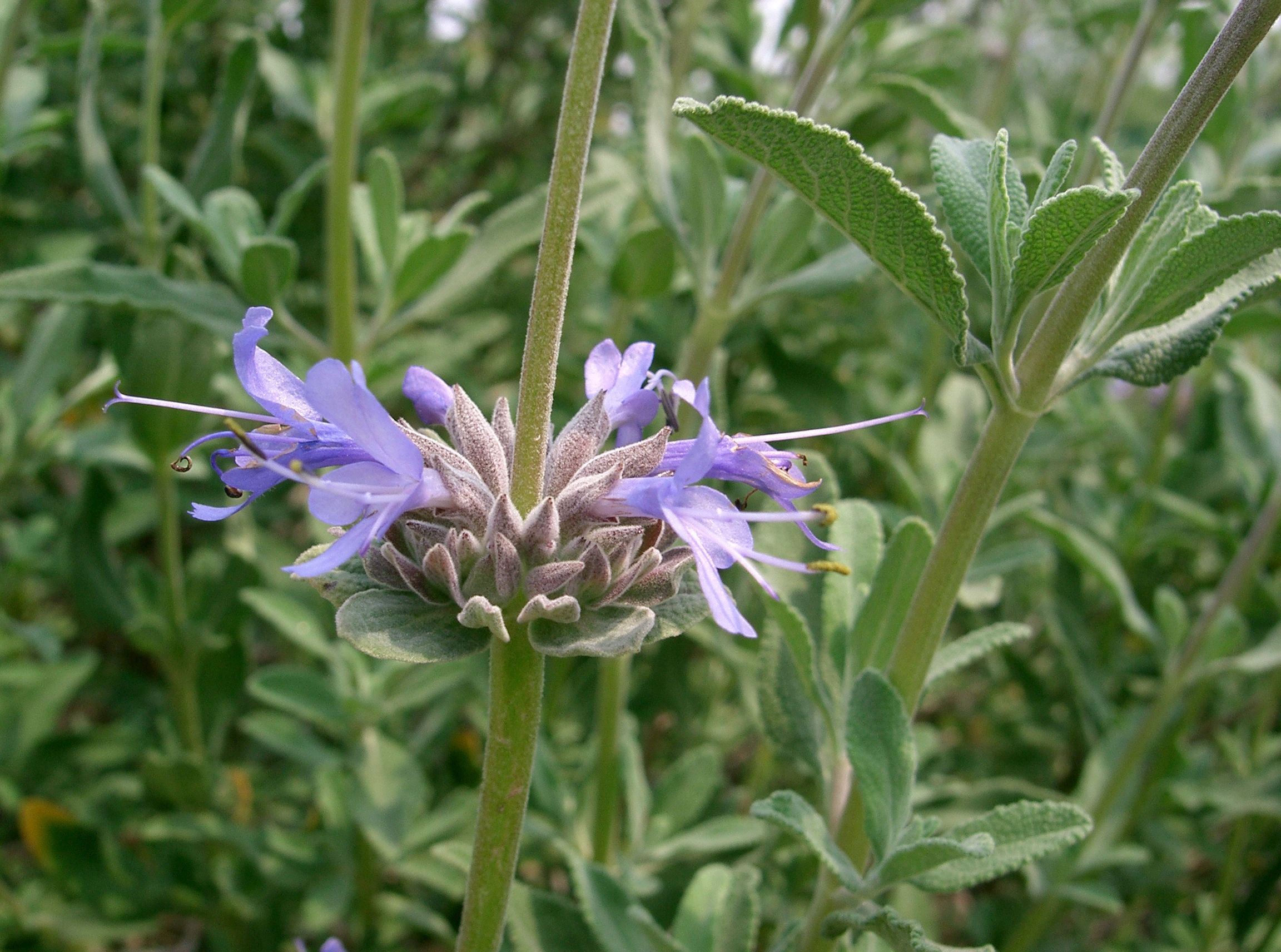
Salvia clevelandii

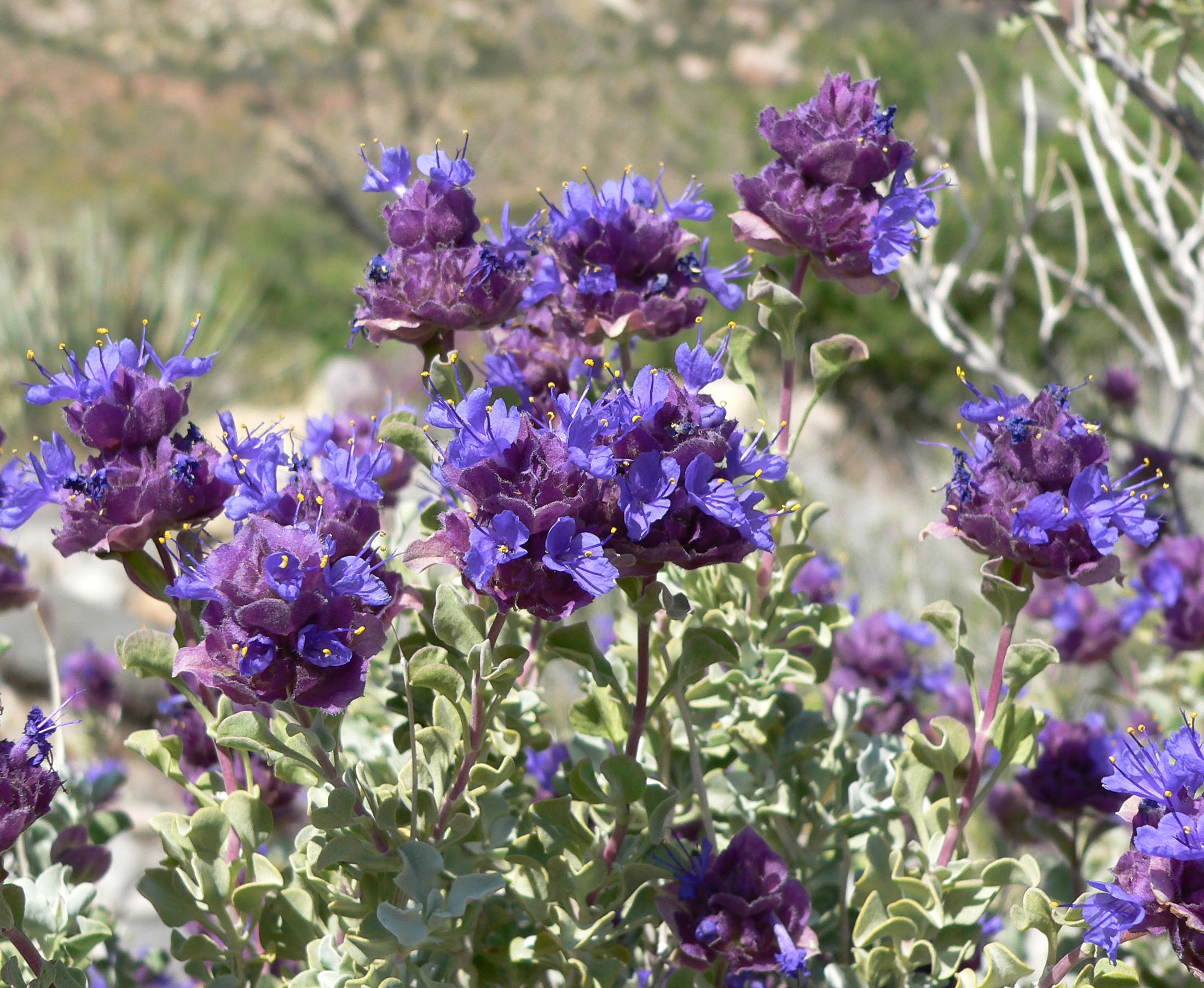
Salvia dorrii

- Salvia columbariae – "zlatá chia"; jednoletá, bazální druh celé sekce
- Salvia apiana
- Salvia brandegeei
- Salvia clevelandii
- Salvia dorrii
- Salvia eremostachya
- Salvia leucophylla
- Salvia mellifera
- Salvia mohavensis
- Salvia munzii
- Salvia pachyphylla
- Salvia sonomensis
- Salvia spathacea
- Salvia vaseyi